# Makaya McCraven
Makaya Marcus McCraven (* 19. Oktober 1983 in Paris) ist ein französisch-amerikanischer Jazzmusiker (Schlagzeug, Komposition) und nach eigenen Angaben ein beat scientist.

## Leben und Wirken
McCraven, Sohn des Schlagzeugers Steve McCraven und der Folksängerin und -flötistin Ágnes Zsigmondi (Kolinda), wuchs zunächst in Frankreich, dann im Pioneer Valley in Massachusetts auf. Gemeinsam mit Schülern im Schlagzeugensemble seines Vaters, den CMSS Bashers, spielte er im Alter von fünf Jahren. In der Mittelschule gründete er zusammen mit Freunden eine Band, um die Volkslieder seiner Mutter zu begleiten. In der High School war McCraven Mitbegründer von Cold Duck Complex, einer Jazz-Hip-Hop-Band, die im Nordosten der USA eine starke Anhängerschaft entwickelte und drei Alben veröffentlichte. Er studierte Musik an der University of Massachusetts Amherst, schloss aber sein Studium nie ab (obwohl er Teil des University Jazz Orchestra war und verschiedene Down-Beat-Studentenpreise erhielt).
2007 zog McCraven nach Chicago, wo er Teil der Jazzszene wurde und in den Bands von Bobby Broom, Corey Wilkes, Willie Pickens, mit den Occidental Brothers, Marquis Hill und Jeff Parker auftrat, aber auch als Studiomusiker für Apollo Sunshine und Kris Delmhorst arbeitete. 2012 veröffentlichte er mit Split Decision (Chicago Sessions) sein Debütalbum als Leader eines Trios. In den folgenden Jahren trat er wöchentlich mit anderen Musikern auf, um Konzepte für sein nächstes Album zu entwickeln, das 2015 als In the Moment bei International Anthem Recording Company erschien und ihm zum Durchbruch verhalf. Auch trat er mit Kamasi Washington auf. 2016 tourte er überwiegend in Europa. Nach mehreren Mix-Tapes erschien 2018 sein Doppelalbum Universal Beings, auf dem er mit Musikern aus den Szenen von New York, London und San Francisco zu hören ist. 
Im Jahr 2022 veröffentlichte er das orchestrale Werk In These Times, an dem er mehr als sieben Jahre lang gearbeitet hatte. Im November 2023 führte er sein Werk im großen Konzertsaal der Londoner Barbican Centre mit dem London Contemporary Orchestra und seiner Band auf, zu der auch der auch Joel Ross und Marquis Hill gehören. 

## Preise und Auszeichnungen
2019 wurde McCravens Album Universal Beings für die JJA Awards nominiert. Beim Down Beat Critics Poll 2020 wurde er Sieger in den Kategorien bester Produzent (Rising Star) und bester Schlagzeuger des Jahres (Rising Star). In der Kategorie Schlagzeuger erhielt er den Deutschen Jazzpreis 2023.

## Diskographische Hinweise
- Highly Rare (2017)
- Universal Beings (International Anthem Recording 2018, mit Brandee Younger, Tomeka Reid, Joel Ross, Junius Paul, Shabaka Hutchings bzw. Nubya Garcia, Ashley Henry, Dezron Douglas bzw. Dan Casimir bzw. Anna Butterss, Josh Johnson, Miguel Atwood-Ferguson, Jeff Parker, Carlos Niño)[2]
- Where We Come From (Chicago + London Mixtape) (International Anthem, 2019)
- Gil Scott-Heron, Makaya McCraven We’re New Again (A Reimagining by Makaya McCraven) (XL Recordings, 2020)[5][6]
- Universal Beings E & F Sides (International Anthem 2020)
- Deciphering the Message (Blue Note, 2021)
- In These Times (XL Recordings, 2022)[7]